# Marcel Busson
Pour les articles homonymes, voir Busson.
Marcel Busson est un peintre français né le 22 avril 1913, et décédé le 30 septembre 2015. 
Ancien élève de l'Ecole Nationale des Arts Décoratifs, Il travailla notamment avant guerre dans les années 35 avec Jean Launois et Etienne Bouchaud  avec lesquels il parcourut le Maroc, pays où il vécut 40 ans. Il fut professeur de dessin au Lycée Lyautey de Casablanca.
Expositions :
- 2006, mars-avril, galerie Venise Cadre, Casablanca, avec Robert Denis

Le musée de Villefranche-de-Rouergue possède une toile de Marcel Busson "paysage de la Creuse".